# Die unberührte Frau
Die unberührte Frau ist ein deutscher Stummfilm aus dem Jahre 1925 von Constantin J. David mit der US-Amerikanerin Imogene Robertson, der gebürtigen Russin Tamara Geva und dem Norweger Alf Blütecher in den Hauptrollen. 

## Handlung
Roger Clermont steht einem großen Bankhaus vor. Er hat sich als Braut die ebenso hübsche wie jugendliche Marcelle Vautier ausgesucht, die seinem Werben schon deshalb nicht völlig abgeneigt ist, weil sie und ihre noch sehr junge Mutter Jane bislang so manch schwere Zeit durchschreiten mussten. Doch der Gedanke an ein finanziell abgesichertes Leben wird erschüttert, als Marcelle Rogers deutlich jüngeren Bruder Lucien kennen lernt. Der arbeitet als Maler und nimmt sich sofort Marcelle als Vorlagemodell für seine Kunst. Bald verlieben sich die beiden jungen Leute ineinander. Anfänglich zutiefst getroffen, dass sich Marcelle seinem Bruder zuwendet, muss Roger schließlich erkennen, dass mit den beiden Jugend zu Jugend gefunden hat und gibt seinem Bruder und dessen Zukünftiger seinen Segen. Er selbst tröstet sich mit Marcelles nicht minder attraktiven Mutter Jane.

## Produktionsnotizen
Die unberührte Frau passierte am 25. August 1925 die Zensur und wurde am 10. Dezember 1925 im Piccadilly-Kino in Berlin-Charlottenburg uraufgeführt. Die Siebenakter besaß eine Länge von 3044 Metern.
Die Filmbauten gestaltete Karl Görge.
Die Mitwirkende Jeanne de Balzac war eine Enkelin von Honoré de Balzac.

## Kritik
Das Kino-Journal meint, die mitwirkenden „Künstler vereinen sich zu einer abgerundeten Darstellung.“